# 33-й отдельный гвардейский танковый полк
33-й отдельный гвардейский тяжелый танковый Мгинский Краснознаменный, орденов Кутузова, Александра Невского и Красной звезды полк прорыва — воинское подразделение Вооружённых сил СССР в Великой Отечественной войне.
Сокращённое наименование — 33-й гв. оттп.

## Формирование и организация
Начал формироваться в Ногинске в январе 1943 г. на основании директивы НКО СССР № 1124070 от 10.01.1943 г. и Директивы начальника ГУФ и БП БТ и МВ КА № 1124098 12.01.1943 г. на базе 103-го отд. танкового батальона.15 февраля 1943 г. на формирование полка обращен 410-й отд. танковый батальон.

## Подчинение
В составе действующей Армии:
с 16.03.1943 по 09.05.1945
| Дата            | Фронт (округ) | Армия   | Корпус | Дивизия | Бригада | Примечания |
| --------------- | ------------- | ------- | ------ | ------- | ------- | ---------- |
| 01.03.1943 года | МВО           | -       |        |         |         |            |
| 01.03.1943 года | ВлхФ          | 8 А     |        |         |         |            |
| 01.04.1943 года | ВлхФ          | 8 А     |        |         |         |            |
| 01.05.1943 года | ВлхФ          | 8 А     |        |         |         |            |
| 01.06.1943 года | ВлхФ          | 8 А     |        |         |         |            |
| 01.07.1943 года | ВлхФ          | 8 А     |        |         |         |            |
| 01.08.1943 года | ВлхФ          | 8 А     |        |         |         |            |
| 01.09.1943 года | ВлхФ          | 8 А     |        |         |         |            |
| 01.10.1943 года | ВлхФ          | 8 А     |        |         |         |            |
| 01.11.1943 года | ВлхФ          | 8 А     |        |         |         |            |
| 01.12.1943 года | ВлхФ          | 8 А     |        |         |         |            |
| 01.01.1944 года | ВлхФ          | 8 А     |        |         |         |            |
| 01.02.1944 года | ВлхФ          | -       |        |         |         |            |
| 01.03.1944 года | ЛФ            | 54 А    |        |         |         |            |
| 01.04.1944 года | ЛФ            | 54 А    |        |         |         |            |
| 01.05.1944 года | 3 ПФ          | 67 А    |        |         |         |            |
| 01.06.1944 года | 3 ПФ          | 67 А    |        |         |         |            |
| 01.07.1944 года | 3 ПФ          | 67 А    |        |         |         |            |
| 01.08.1944 года | 3 ПФ          | 1 уд. А |        |         |         |            |
| 01.09.1944 года | 3 ПФ          | 1 уд. А |        |         |         |            |
| 01.10.1944 года | 3 ПФ          | 1 уд. А |        |         |         |            |
| 01.11.1944 года | ЛФ            | 67 А    |        |         |         |            |
| 01.12.1944 года | 1 БФ          | 69 А    |        |         |         |            |
| 01.01.1945 года | 1 БФ          | 69 А    |        |         |         |            |
| 01.02.1945 года | 1 БФ          | 69 А    |        |         |         |            |
| 01.03.1945 года | 1 БФ          | 69 А    |        |         |         |            |
| 01.04.1945 года | 1 БФ          | 69 А    |        |         |         |            |
| 01.05.1945 года | 1 БФ          | 69 А    |        |         |         |            |

## Боевой и численный состав полка.
Формировался по штату № 010/267 (октябрь 1942) с численностью 214 человек в составе 21 танка КВ-1С или английских тяжелых танков MK.VI «Черчилль».По штату полк состоял из четырех танковых рот (в каждой по 5 машин), роты автоматчиков, роты технического обеспечения, взвода управления, саперного и хозяйственного взводов и полкового медицинского пункта (ПМП).
Численный состав:
| дата       | объединение | Личный состав | Типы танков (исправных/неисправных) | Всего | Примечание                        |
| 12.03.1943 |             | 247           | 21 КВ                               | 21    | ЦАМО РФ. ф. 38, оп. 11373, д. 150 |
|            |             |               |                                     |       |                                   |
|            |             |               |                                     |       |                                   |

## Боевой путь
33-й ОГвТТП,  участвовавший в Висло-Одерской операции, потерял лишь 3 танка, и это при том, что в первый же день наступления – 14 января – полк прорвал не только главную, но и вторую оборонительную полосу частей 9-й полевой армии немцев, продвинувшись в ее глубину на 22 км. Затем, развивая наступление, полк за 4 дня с боями продвинулся еще на 120 км и 29 января, прорвав Мезерицкий укрепрайон, совместно с войсками 69-й армии вступил на территорию Германии, прошел с боями еще 70 км и 3 февраля вышел к р. Одер в районе Франкфурта.

## Командный состав полка.
Командиры полка
Михалев Константин Вассиянович (Васильевич), подполковник (с января по декабрь 1943 года)
Кислицин Александр Спиридонович, полковник 
Татаренко Николай Павлович, гвардии подполковник, убит 27.02.1945 г.
Котт Василий Павлович, гвардии майор 
Начальники штаба полка
Игнатьев, гв майор
Полушкин Иван Агеевич, гвардии майор 
Токарев Владимир Владимирович, гвардии майор 
Муромцев Валентин Яковлевич, гвардии майор 
Заместитель командира полка по строевой части
Заместитель командира полка по технической части
Заместитель командира по политической части

## Награды и наименование
| Награда                          | Дата                                                          | За что получена |
| -------------------------------- | ------------------------------------------------------------- | --- |
| Почётное звание"Гвардейский"     |                                                               | При формировании |
| Почетное наименование "Мгинский" | Приказ Верховного Главнокомандующего 21 января 1944 года № 62 | В ознаменование одержанной победы наиболее отличившиеся в боях соединения и части представить к присвоению наименования “Мгинских” и к награждению их орденами.                   |
| Орден Красного Знамени           | Указ Президиума ВС СССР от 19.02.1945                         | За образцовое выполнение заданий командования в боях с немецкими захватчиками, за овладение городом Радом и проявленные при этом доблесть и мужество                              |
| Орден Кутузова III степени       | Указ Президиума ВС СССР от 19.02.1945                         | За образцовое выполнение заданий командования в боях с немецкими захватчиками при прорыве обороны немцев южнее Варшавы и проявленные при этом доблесть и мужество                 |
| Орден Александра Невского        | Указ Президиума ВС СССР от 05.04.1945                         | За образцовое выполнение боевых заданий командования в боях с немецкими захватчиками при вторжении в пределы Бранденбургской провинции и проявленные при этом доблесть и мужество |
| Орден Красной Звезды             | Указ Президиума ВС СССР от 31.10.1944                         | За образцовое выполнение заданий командования в боях с немецкими захватчиками при прорыве обороны немцев, за овладение городом Валга и проявленные при этом доблесть и мужество   |